# Sergio Mendoza
Sergio Giovany Mendoza Escobar (El Progreso, 23 maggio 1981) è un calciatore honduregno, difensore dello Juticalpa.